# زمین‌لرزه ۲۰۲۴ دریای ژاپن
در ۱ ژانویه ۲۰۲۴، در ساعت ۱۶:۱۰ به وقت ژاپن JST (07:10 UTC)، یک زلزله ۷٫۵ مگاواتی شبه جزیره نوتو در استان ایشیکاوا، ژاپن را لرزاند. این زمین لرزه باعث ایجاد سونامی در دریای ژاپن شد.
مرکز زمین‌شناسی ایالات متحده شدت لحظه ای این زمین لرزه را ۷٫۵ ریشتر و عمق کانونی آن را ۱۰ کیلومتر (۶٫۲ مایل) گزارش کرده‌است. آژانس هواشناسی ژاپن شدت زلزله را ۷٫۶ ثبت کرده‌است. حداقل هفت زمین لرزه به بزرگی ۵٫۰ در نزدیکی مرکز زمین لرزه در عرض دو ساعت پس از زلزله اصلی رخ داده‌است. این زمین لرزه با حاشیه شرقی دریای ژاپن مرتبط است.